# Michael Cullen
Michael Cullen is een Amerikaans acteur.

## Biografie
Cullen begon met acteren in 1990 met de televisieserie B.L. Stryker. Hierna heeft hij nog meerdere rollen gespeeld in televisieseries en films zoals Malcolm X (1992), Loving (1994), Dead Man Walking (1995), Law & Order (1991-2010) en Iron Sky (2012).
Cullen is ook actief in het theater, hij heeft eenmaal opgetreden op Broadway. In 1996 heeft hij gespeeld in het toneelstuk Bus Stop als Carl.

## Filmografie

### Films
Uitgezonderd korte films.
- 2018 The Ballad of Buster Scruggs - als rechter
- 2012 The Place Beyond the Pines - als mr. Anthony
- 2012 Iron Sky – als minister van defensie
- 2008 Calling It Quits – als James
- 2007 Margot at the Wedding – als mr. Vogler
- 1999 On the O.T. – als vader van Jari
- 1997 Murder Live! – als kapitein Tanner
- 1995 Dead Man Walking – als Carl Vitello
- 1995 Clockers – als Narc
- 1993 The Young Americans – als gast op feest
- 1992 Malcolm X – als politieagent achter balie

### Televisieseries
Uitgezonderd eenmalige gastrollen.
- 2015 Flesh and Bone - als mr. Robbins - 3 afl.
- 1994 Loving – als John Rescott - ? afl.